# Tom Harald Hagen
Tom Harald Hagen (Grue, 1 april 1975) is een Noors voormalig voetbalscheidsrechter. Hij was in dienst van FIFA en UEFA tussen 2009 en 2015. Ook leidde hij van 2006 tot 2022 wedstrijden in de Eliteserien.
Op 9 juli 2009 maakte Hagen zijn debuut in Europees verband tijdens een wedstrijd tussen MTZ-Ripo en FK Sutjeska in de voorronde van de UEFA Europa League; het eindigde in 2–1 voor MTZ-Ripo en de Noorse scheidsrechter gaf vijf gele kaarten. Zijn eerste interland floot hij op 17 november 2010, toen Noord-Ierland met 1–1 gelijkspeelde tegen Marokko. Tijdens dit duel gaf Hagen twee gele kaarten. Hij werd in 2011 door de UEFA geselecteerd als een van de vierde officials voor het Europees kampioenschap voetbal 2012.

## Interlands
| Datum            | Plaats                 | Wedstrijd                 | Uitslag | Competitie           | Kreeg geel | Kreeg voor de tweede keer geel en dus rood | Weggestuurd |
| ---------------- | ---------------------- | ------------------------- | ------- | -------------------- | ---------- | ------------------------------------------ | ----------- |
| 17 november 2010 | Belfast, Noord-Ierland | Noord-Ierland – Marokko   | 1 – 1   | Vriendschappelijk    | 2          | 0                                          | 0           |
| 25 maart 2011    | Luxemburg, Luxemburg   | Luxemburg – Frankrijk     | 0 – 2   | EK 2012 kwalificatie | 1          | 0                                          | 0           |
| 10 augustus 2011 | Dublin, Ierland        | Ierland – Kroatië         | 0 – 0   | Vriendschappelijk    | 2          | 0                                          | 0           |
| 8 oktober 2011   | Vaduz, Liechtenstein   | Liechtenstein – Schotland | 0 – 1   | EK 2012 kwalificatie | 4          | 0                                          | 0           |
| 15 augustus 2012 | Edinburgh, Schotland   | Schotland – Australië     | 3 – 1   | Vriendschappelijk    | 1          | 0                                          | 0           |
| 16 oktober 2012  | Brussel, België        | België – Schotland        | 2 – 0   | WK 2014 kwalificatie | 3          | 0                                          | 0           |
| 14 augustus 2013 | Belfast, Noord-Ierland | Noord-Ierland – Rusland   | 1 – 0   | WK 2014 kwalificatie | 3          | 0                                          | 0           |
| 11 oktober 2013  | Lissabon, Portugal     | Portugal – Israël         | 1 – 1   | WK 2014 kwalificatie | 3          | 0                                          | 0           |
| 26 mei 2014      | Genk, België           | België – Luxemburg        | 5 – 1   | Vriendschappelijk    | 2          | 0                                          | 0           |
| 11 oktober 2014  | Jerevan, Armenië       | Armenië – Servië          | 1 – 1   | EK 2016 kwalificatie | 3          | 0                                          | 0           |
| 13 juni 2015     | Tórshavn, Faeröer      | Faeröer – Griekenland     | 2 – 1   | EK 2016 kwalificatie | 6          | 0                                          | 0           |